# Plebiscito delle provincie dell'Emilia del 1860
Il plebiscito delle regie provincie dell'Emilia, conosciuto nei rispettivi territori anche come plebiscito delle province parmensi e modenesi e plebiscito delle Romagne, fu un plebiscito che avvenne nelle giornate di domenica 11 e lunedì 12 marzo 1860 per sancire l'annessione al Regno di Sardegna dell'ex Ducato di Parma e Piacenza, dell'ex Ducato di Modena (che includeva anche il territorio di Massa, oggi in Toscana) e dell'ex Legazione delle Romagne (che faceva parte dello Stato Pontificio).
Nelle stesse date si svolse anche il plebiscito della Toscana, la cui formula però fece riferimento alla "unione" con il Regno di Sardegna.

## Contesto storico

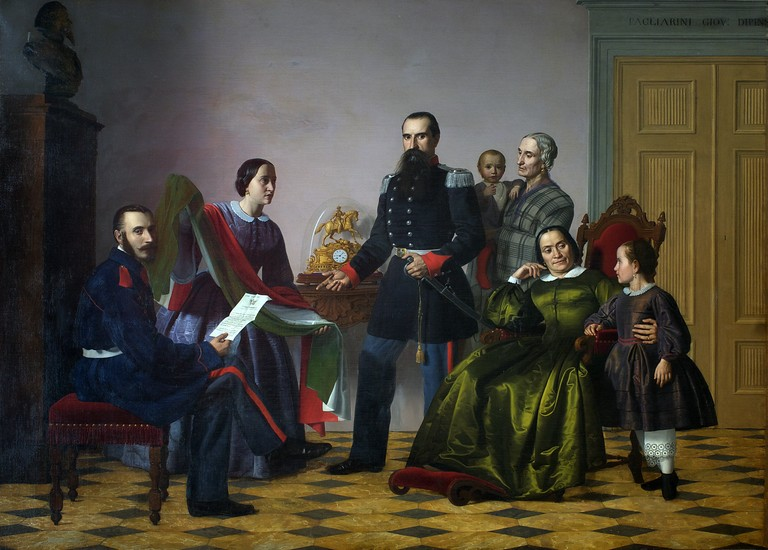
Giovanni Pagliarini, La famiglia del Plebiscito, Museo dell'Ottocento, Ferrara

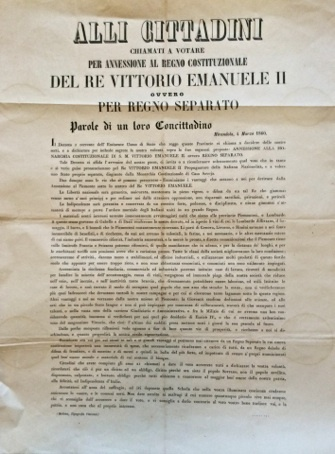
Appello di un cittadino di Mirandola per il plebiscito

Dal 15 giugno all'8 dicembre 1859 gli ex Stati austro-estensi furono governati, col nome di "Province modenesi", da Luigi Carlo Farini, prima in veste di governatore per il re di Sardegna e poi, dopo l'armistizio di Villafranca, in veste di dittatore.
Dall'8 dicembre 1859 alla fine di marzo del 1860 fecero poi parte di quella più vasta unità politica che comprese anche le Province parmensi e le Romagne e che il 1º gennaio 1860, sempre sotto il Farini e in attesa del plebiscito di annessione, prese il nome di Regie province dell'Emilia. Di tale unificazione, maturata a livello politico già ai primi di novembre, quando Farini aveva assunto a titolo personale la qualifica di dittatore di tutte e tre le compagini preunitarie, la città di Modena si trovò ad essere il centro coordinatore e sede dei dicasteri centrali del nuovo organismo, fatta eccezione per quello della guerra che risiedette a Bologna. Fu durante questa fase che, con decreto del 27 dicembre 1859, venne dato alla regione Emilia-Romagna il suo primo assetto, mediante la suddivisione in province con un'intendenza generale, circondari con un'intendenza e mandamenti. 
Dopo l'annessione al Piemonte, infine, seguita al pronunciamento popolare del 12 marzo 1860, proclamata il 18 marzo successivo e messa in pratica il 31 marzo, il governo delle Province dell'Emilia fu naturalmente sciolto, ma, per quanto riguarda il tessuto amministrativo di base, bisognò attendere la proclamazione del Regno d'Italia o, meglio, i decreti dell'ottobre 1861 prima di poter parlare di vera e propria definitiva integrazione.

## Risultati

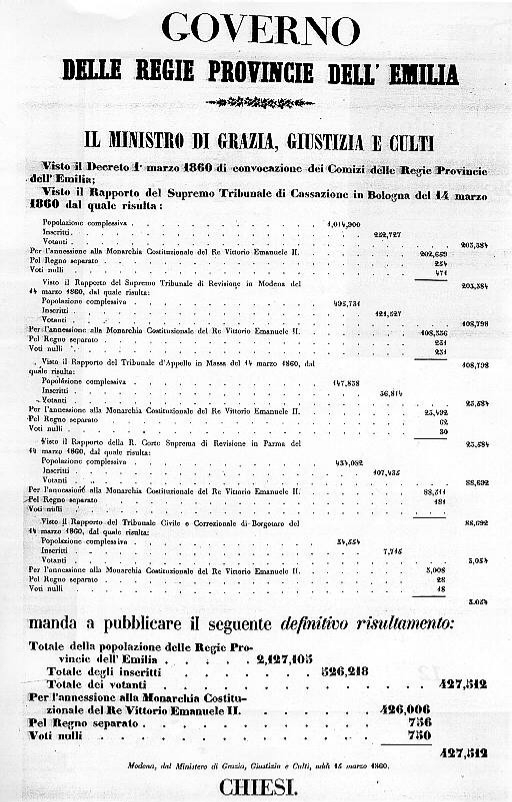
Avviso sul risultamento dei comizi

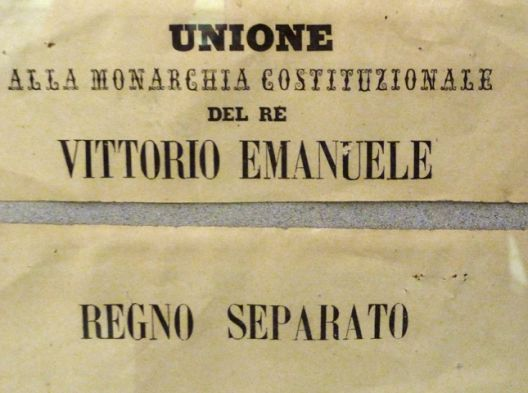
Schede di voto del plebiscito (Museo del Risorgimento, Bologna)

| Risultati     | Risultati                                                                  | Numero    | %      |
| ------------- | -------------------------------------------------------------------------- | --------- | ------ |
|               | Per l'annessione alla monarchia costituzionale del re Vittorio Emanuele II | 426.006   | 99,82% |
|               | Per il regno separato                                                      | 756       | 0,18%  |
|               |                                                                            |           |        |
| Popolazione   | Popolazione                                                                | 2.127.105 |        |
| Iscritti      | Iscritti                                                                   | 526.218   |        |
| ↳ Votanti     | ↳ Votanti                                                                  | 427.512   | 79,79% |
| ↳ Voti validi | ↳ Voti validi                                                              | 426.762   | 99,82% |
| ↳ Voti nulli  | ↳ Voti nulli                                                               | 750       | 0,18%  |

### Dettaglio dei risultati

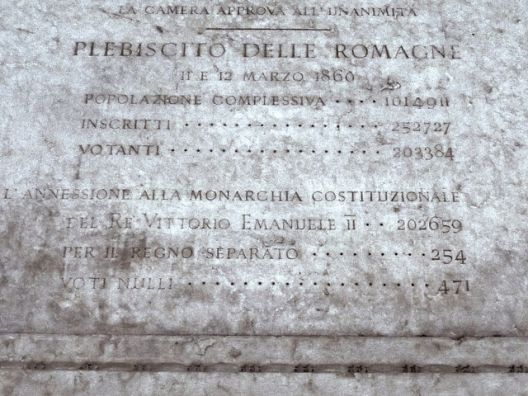
Risultati del plebiscito delle Romagne dell'11-12 marzo 1860 (Lapide nel cortile del palazzo comunale di Bologna)

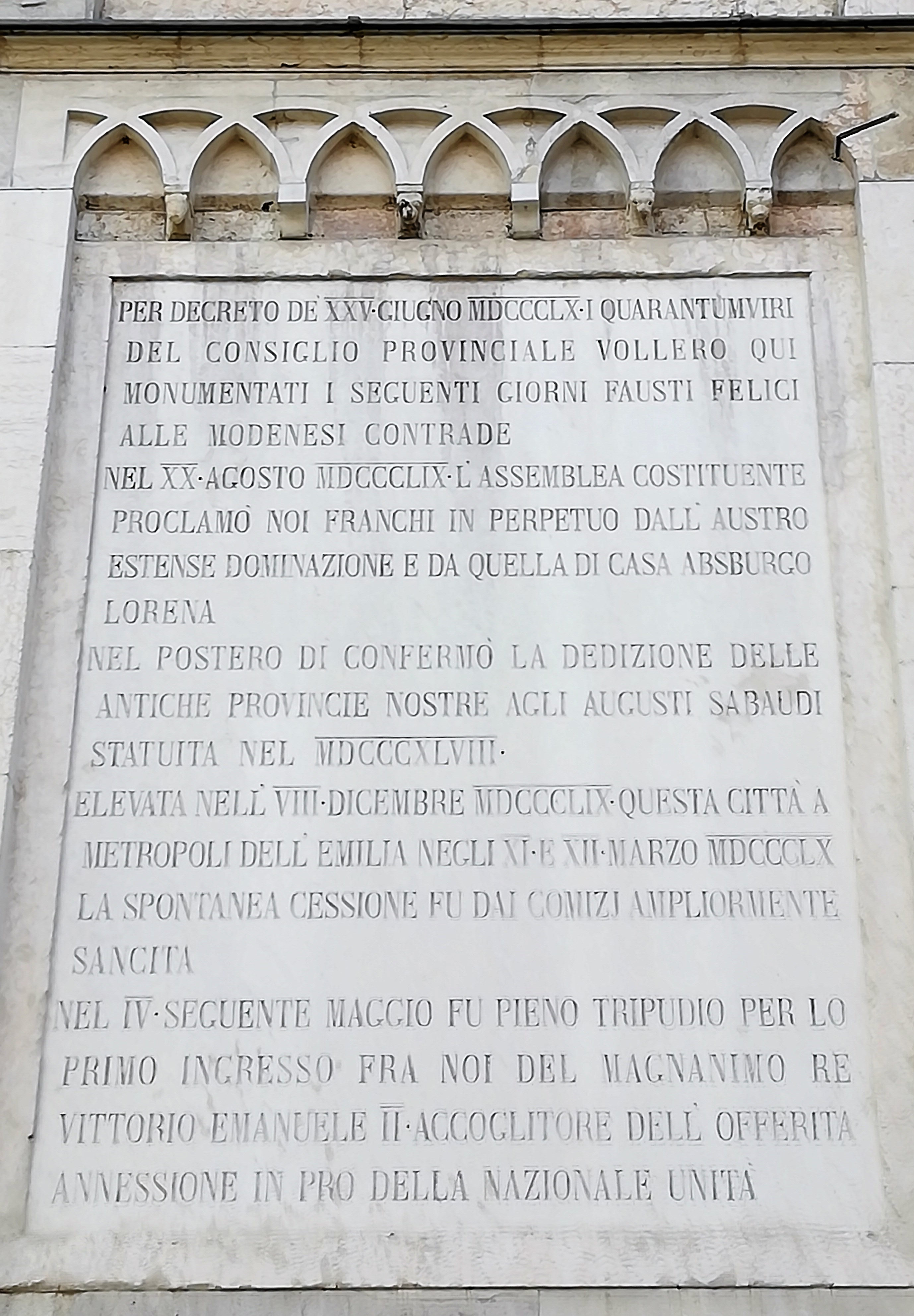
Lapide posta sulla torre Ghirlandina a Modena

| Legazione delle Romagne | Legazione delle Romagne | Numero    | %      |
| ----------------------- | ----------------------- | --------- | ------ |
|                         | Annessione              | 202.659   | 99,87% |
|                         | Regno separato          | 254       | 0,13%  |
|                         |                         |           |        |
| Popolazione             | Popolazione             | 1.014.900 |        |
| Iscritti                | Iscritti                | 252.727   |        |
| ↳ Votanti               | ↳ Votanti               | 203.384   | 80,48% |
| ↳ Voti validi           | ↳ Voti validi           | 202.913   | 99,77% |
| ↳ Voti nulli            | ↳ Voti nulli            | 471       | 0,23%  |

| Provincia di Modena | Provincia di Modena | Numero  | %      |
| ------------------- | ------------------- | ------- | ------ |
|                     | Annessione          | 108.336 | 99,79% |
|                     | Regno separato      | 231     | 0,21%  |
|                     |                     |         |        |
| Popolazione         | Popolazione         | 495.731 |        |
| Iscritti            | Iscritti            | 131.527 |        |
| ↳ Votanti           | ↳ Votanti           | 108.798 | 82,72% |
| ↳ Voti validi       | ↳ Voti validi       | 108.567 | 99,79% |
| ↳ Voti nulli        | ↳ Voti nulli        | 231     | 0,21%  |

| Provincia di Massa | Provincia di Massa | Numero  | %      |
| ------------------ | ------------------ | ------- | ------ |
|                    | Annessione         | 23.492  | 99,74% |
|                    | Regno separato     | 62      | 0,26%  |
|                    |                    |         |        |
| Popolazione        | Popolazione        | 147.938 |        |
| Iscritti           | Iscritti           | 36.814  |        |
| ↳ Votanti          | ↳ Votanti          | 23.584  | 64,06% |
| ↳ Voti validi      | ↳ Voti validi      | 23.554  | 99,87% |
| ↳ Voti nulli       | ↳ Voti nulli       | 30      | 0,13%  |

| Provincia di Parma | Provincia di Parma | Numero  | %       |
| ------------------ | ------------------ | ------- | ------- |
|                    | Annessione         | 88.511  | 99,80%  |
|                    | Regno separato     | 181     | 0,20%   |
|                    |                    |         |         |
| Popolazione        | Popolazione        | 434.082 |         |
| Iscritti           | Iscritti           | 107.435 |         |
| ↳ Votanti          | ↳ Votanti          | 88.692  | 82,52%  |
| ↳ Voti validi      | ↳ Voti validi      | 88.692  | 100,00% |
| ↳ Voti nulli       | ↳ Voti nulli       | 0       | 0,00%   |

| Provincia di Borgotaro | Provincia di Borgotaro | Numero | %      |
| ---------------------- | ---------------------- | ------ | ------ |
|                        | Annessione             | 3.008  | 99,08% |
|                        | Regno separato         | 28     | 0,92%  |
|                        |                        |        |        |
| Popolazione            | Popolazione            | 34.554 |        |
| Iscritti               | Iscritti               | 7.715  |        |
| ↳ Votanti              | ↳ Votanti              | 3.054  | 39,59% |
| ↳ Voti validi          | ↳ Voti validi          | 3.036  | 99,41% |
| ↳ Voti nulli           | ↳ Voti nulli           | 18     | 0,59%  |